# Seggebruch
Seggebruch is een gemeente in de Duitse deelstaat Nedersaksen. De gemeente maakt deel uit van de Samtgemeinde Nienstädt in het Landkreis Schaumburg.
Seggebruch telt 1.638 inwoners.

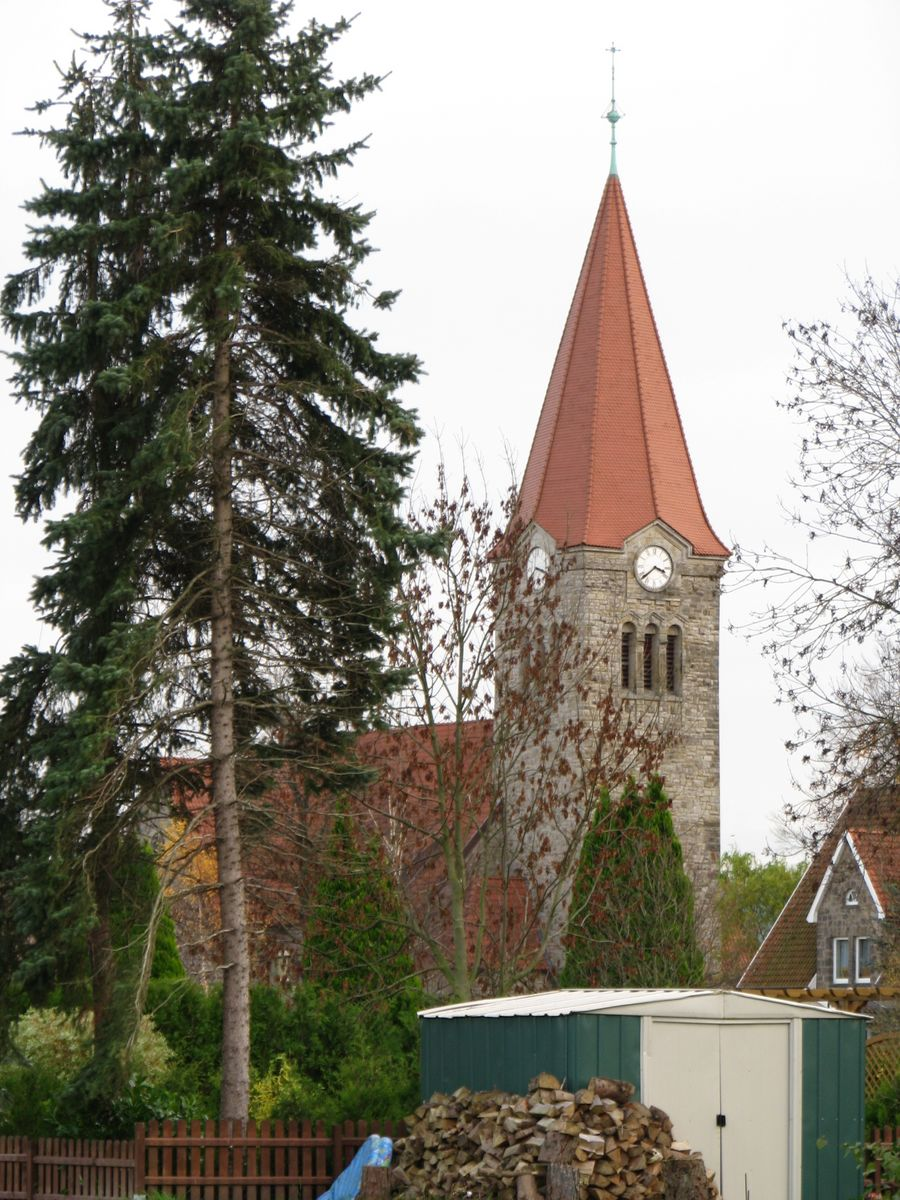
Evang.-lutherse kerk van Seggebruch (1913)
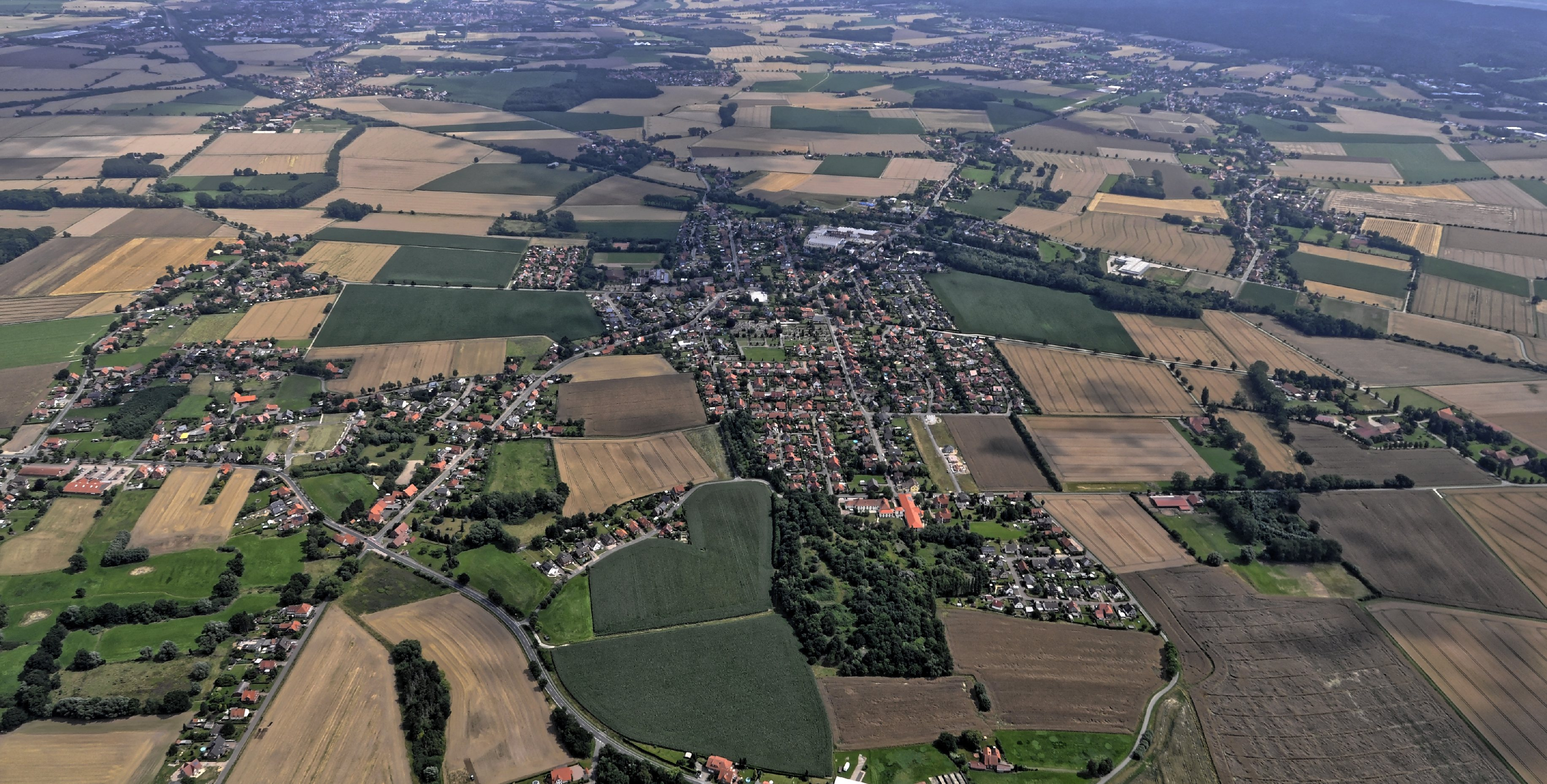
Luchtfoto (2015) van Seggebruch en Schierneichen (linksonder). Op de achtergrond Helpsen. Het oosten is bovenaan de foto.

De gemeente Seggebruch bestaat officieel uit de dorpen Alt- en Neu-Seggebruch, Tallensen, Echtorf, Schierneichen en Deinsen en het gehucht Siedlung Baum, dat aan het Mittellandkanaal ligt, maar niet over een binnenhaven of aanlegplaats voor vrachtschepen beschikt. Daarnaast behoort Brummershop, een plaatsje dat uit één boerderij bestaat, tot deze gemeente. Het buurdorp Helpsen is aan de oostkant van Seggebruch vastgebouwd.
Alle plaatsjes in de gemeente zijn van oudsher boerendorpjes, die na de Tweede Wereldoorlog groeiden door vestiging van woonforensen, mensen die een werkkring buiten de gemeente hebben. De akkerbouw in de gemeente is van weinig economisch belang meer. Aan de westkant van Seggebruch staat een groot gebouw, waarin een woonzorgfaciliteit voor ouderen is gevestigd.
De meeste van deze dorpjes ontstonden rondom oude, vaak door lokale edelen of kloosters verpachte, boerderijen, in de periode tussen 1188 en 1304. Per 1 maart 1974 fuseerden de dorpjes tot de gemeente Seggebruch, die daarna toetrad tot de Samtgemeinde Nienstädt. Historische gebeurtenissen van meer dan plaatselijk belang zijn verder niet overgeleverd.
- Gemeinsame Normdatei: 4841759-2
- Virtual International Authority File: 234360832

Ahnsen · 
Apelern · 
Auetal · 
Auhagen · 
Bad Eilsen · 
Bad Nenndorf · 
Beckedorf · 
Buchholz · 
Bückeburg · 
Hagenburg · 
Haste · 
Heeßen · 
Helpsen · 
Hespe · 
Heuerßen · 
Hohnhorst · 
Hülsede · 
Lauenau · 
Lauenhagen · 
Lindhorst · 
Lüdersfeld · 
Luhden · 
Meerbeck · 
Messenkamp · 
Niedernwöhren · 
Nienstädt · 
Nordsehl · 
Obernkirchen · 
Pohle · 
Pollhagen · 
Rinteln · 
Rodenberg · 
Sachsenhagen · 
Seggebruch · 
Stadthagen · 
Suthfeld · 
Wiedensahl · 
Wölpinghausen